# Господин Фока (Краљевачко позориште)
Господин Фока је позоришна представа рађена према драмском тексту Гордана Михића. Премијерно извођење на сцени Краљевачког позоришта било је 2003. године, у режији Александре Ковачевић. Главну мушку улогу играо је првак Крушевачког позоришта Милија Вуковић. На репертоару је била неколико година, а ансамбл је учествовао на гостовањима и фестивалима.

## Подела улога
| Глумац               | Улога            |
| -------------------- | ---------------- |
| Милија Вуковић       | Самац            |
| Биљана Костантиновић | Самица           |
| Анушка Јонцић        | Газдарица        |
| Радослав Пајић       | Човек из публике |